# 258
Cette page concerne l'année 258  du calendrier julien. Pour l'année 258 av. J.-C., voir 258 av. J.-C. Pour le nombre 258, voir 258 (nombre).
L'année 258 est une année commune qui commence un vendredi.

## Événements
- Mai : Valérien est à Antioche[1].

- Printemps ou été : mort de Valérien le Jeune à Viminacium, de la peste ou assassiné[2]. Ingenuus, général de Pannonie, se fait proclamer empereur à Sirmium ; à cette nouvelle, Gallien laisse son second fils Salonin à Cologne avec le titre de César et marche vers l'est. Il bat et tue Ingenuus près de Mursa en Pannonie avec l'aide d'Auréolus[1].

- Août[3] : un second édit interdit le christianisme dans l'Empire romain. Il divise les chrétiens en quatre catégories : les prêtres doivent subir la peine de mort ; les sénateurs et les chevaliers doivent être dégradés et leurs biens confisqués ; les matrones iront en exil ; les fonctionnaires impériaux sont condamnés aux travaux forcés.

- 6 août : le pape Sixte II est martyrisé[4].

- 10 août : le diacre Laurent est exécuté sur un gril, à Rome[4].

- 14 septembre : Cyprien, l'évêque de Carthage, est décapité[5].

- Les Alamans, basés du Main au lac de Constance, forcent le limes, envahissent la Rhétie puis passent en Italie par le col du Brenner[1]. Ils sont écrasés à Milan en 259[6].
- Tours possède déjà une enceinte fortifiée lorsque les Francs viennent l’assiéger[7].
- Les attaques des Berbères en Maurétanie Césarienne et dans les Aurès sont difficilement repoussées en 258 et 260[8].

## Décès en 258
- 6 août : Sixte II à Rome, martyr.
- 10 août : Laurent de Rome, martyr.
- 14 septembre : Cyprien à Carthage, martyr.

- Denis, premier évêque de Paris, martyr, avec ses amis Rustique et Éleuthère (ou v. 250), à Catulliacus ou à Montmartre[9].